# Mbomba
Mbomba est un village du Cameroun situé dans le département du Haut-Nyong et la région de l'Est.
Il fait partie de la commune d’Angossas.

## Population
En 1966-1967, on y a dénombré 281 habitants.
Lors du recensement de 2005, Mbomba comptait 407 habitants.

## Développement
Selon le Plan Communal de Développement d’Angossas (2012), plusieurs mesures ont été envisagées pour le développement de Mbomba :
1. Affectation de trois personnels de santé pour les formations sanitaires : 1 IDE, 1 AS, 1 Matrone ;
2. Affectation de quatre enseignants qualifiés ;
3. Réhabilitation de trois salles de classe ;
4. Construction de deux puits / forages d’eau potable, la réhabilitation d'un puits / forage d’eau et l'aménagement de quatre sources ;
5. Exploitation des carrières de sable.